# 李夷简

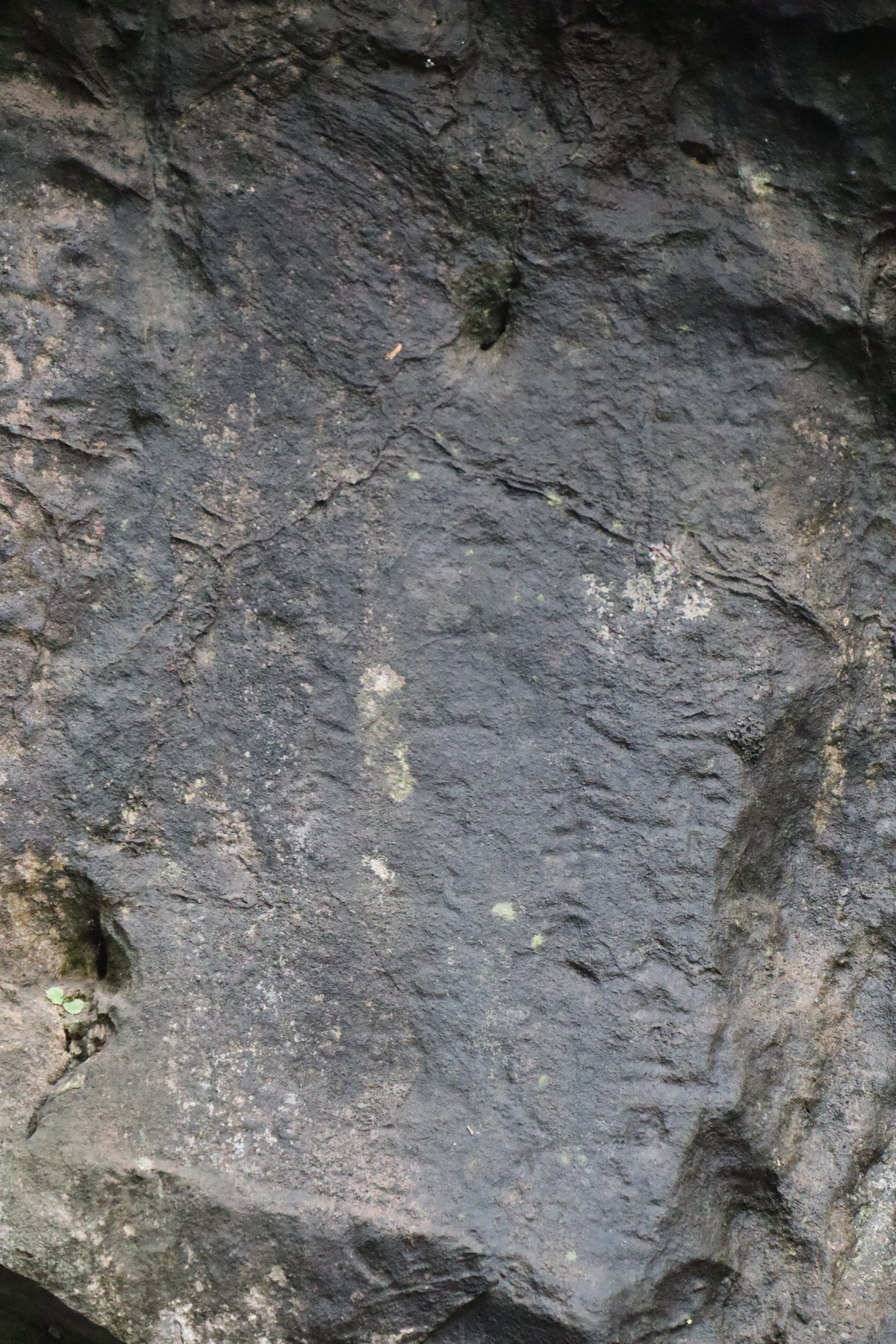
李夷簡于元和二年在杭州定山風水洞留下的題名：“饒州刺史李夷簡□□遊元和二年四月十二日赴……”此題名後半部分缺損。

李夷简（756年—822年10月13日），字易之。唐朝政治人物。郑惠王李元懿四世孙。

## 家世
- 高祖：绛州刺史、赠司徒郑惠王李元懿，妃上谷侯氏
- 曾祖：郢州刺史、赠江陵郡大都督嗣郑王李璥，妃扶风窦氏
- 祖父：鸿胪卿、赠兵部尚书李察言，夫人赠弘农郡太夫人杨氏
- 父亲：太仆卿、怀楚等州别驾、赠尚书右仆射李自仙，夫人赠清河郡太夫人张氏

## 生平
李夷简早年为郑县丞，贞元年間进士，累迁殿中侍御史。元和时，拜御史中丞，彈劾京兆尹楊憑貪污僭侈，楊憑被貶臨賀尉，至交親人無敢相送，獨徐晦送之於藍田。李夷简推薦徐晦為監察御史，徐晦不知为何升官，李夷简說：“君不负杨临贺，肯负国乎？”历官山南节度、御史大夫，官至门下侍郎同平章事。元和十三年七月，罷相。由程接任宰相。為淮南節度使。唐穆宗時，以檢校左僕射兼太子少師，分司東都。隔年卒，贈太子太保。
子李匡文。一女（802年—822年2月21日）嫁进士卢元裳；一女嫁阳曲县令范阳卢重。

## 历任官职
- 任刑部郎中、侍御史知杂
- 元和二年（807），饒州刺史
- 元和三年（808年），任御史中丞
- 元和五年（810年），任户部侍郎、判度支
- 元和六年（811年）四月，检校礼部尚书、襄州大都督府长史、山南东道节度使
- 元和八年（813年）正月，检校户部尚书、成都尹，充剑南西川节度使
- 元和十三年（818年）三月，为御史大夫、门下侍郎、同平章事，七月，检校尚书左仆射、同中书门下平章事、扬州大都督府长史、淮南节度使、荥阳郡公
- 长庆二年（822年）三月，为尚书右仆射，六月，拜太子少师，分司东都洛阳，九月廿五日壬子（10月13日），去世，赠太子太保

## 延伸阅读
[在维基数据编辑]
 在维基文库阅读此作者作品
 《新唐書·卷131》，出自《新唐書》